# Pietro Ricci

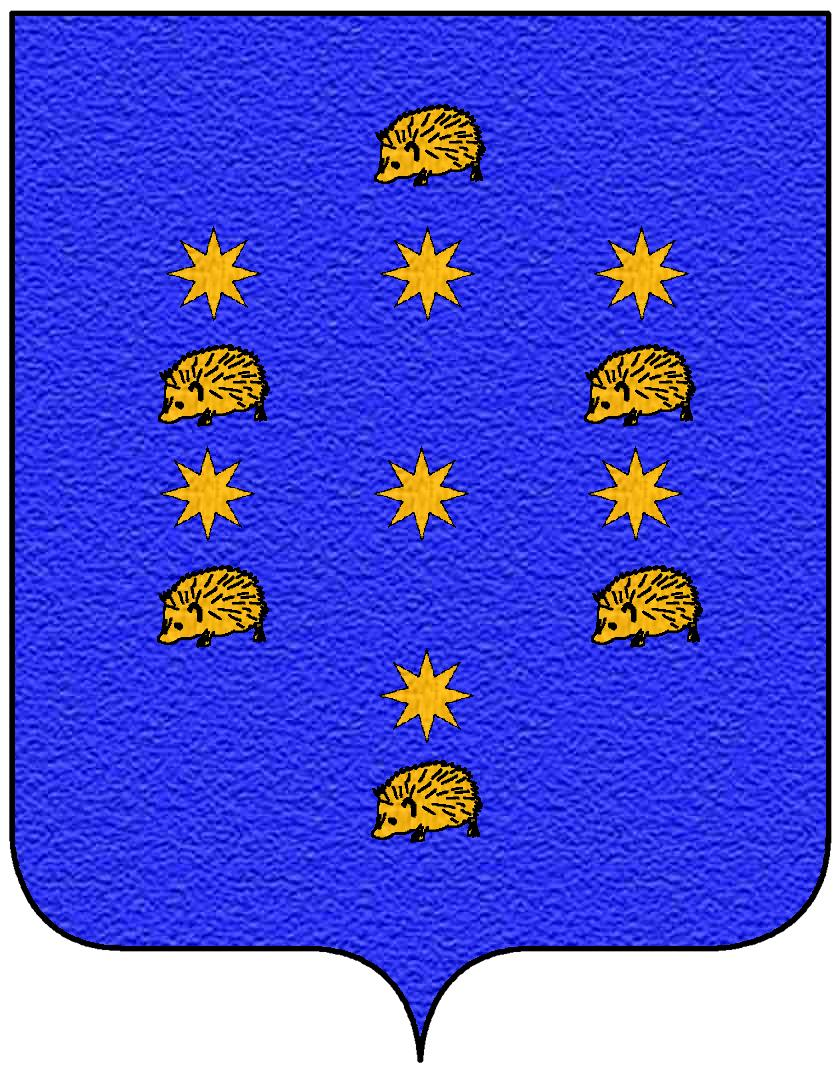
Stemma Ricci

Pietro Ricci (Firenze, XIV secolo – 30 novembre 1417) è stato un arcivescovo cattolico italiano.

## Biografia

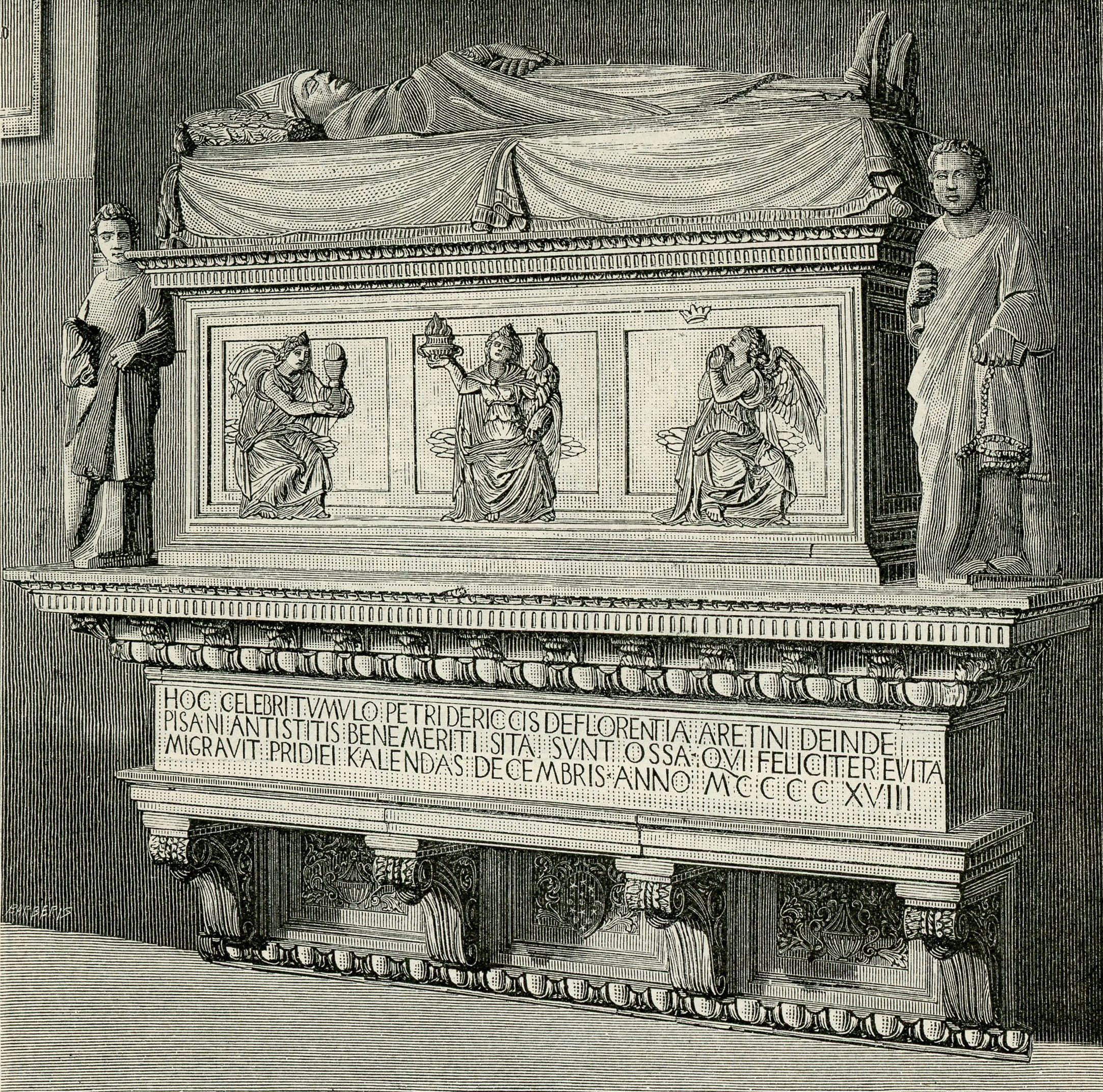
Pisa (Camposanto): Arca sepolcrale di Pietro Ricci, arcivescovo di Pisa (xilografia di Giuseppe Barberis)

Nato nella nobile famiglia fiorentina dei Ricci, fu canonico della cattedrale di Firenze, pievano di sant'Andrea in Empoli e sottocollettore dei tributi della Toscana. Il 28 novembre 1403 fu eletto vescovo di Arezzo, carica che sostenne fino al 1411 quando venne elevato al rango di arcivescovo di Pisa, sostituendo Alamanno Adimari promosso cardinale. Rimase a capo dell'arcidiocesi fino alla sua morte, avvenuta nel 1417. Gli successe suo nipote Giuliano.
Il suo sarcofago, composto da un'urna con le raffigurazioni delle tre virtù teologali sormontata da una statua dell'arcivescovo giacente in abito pontificale, fu scolpito dal fiorentino Andrea Guardi circa quarant'anni dopo la morte e venne inizialmente collocato nella cappella di San Ranieri del Duomo. Nel 1717 l'opera venne posta al di sopra della porta della sacrestia dei Cappellani del Duomo. Nel 1829 l'arca funeraria venne nuovamente traslata, stavolta nel Camposanto monumentale di Pisa. Oggi la struttura completa è andata perduta: ne rimangono una lunetta raffigurante la Madonna e il Bambino, posta sopra la porta detta "di Bonanno" della cattedrale cittadina, e il monumento funebre adesso conservato nella sala 8 del Museo dell'Opera del Duomo.